# Пон-Сент-Мари
Пон-Сент-Мари́ (фр. Pont-Sainte-Marie) — коммуна во Франции, находится в регионе Шампань — Арденны. Департамент — Об. Входит в состав кантона Труа-2. Округ коммуны — Труа.
Код INSEE коммуны — 10297.
Коммуна расположена приблизительно в 145 км к юго-востоку от Парижа, в 75 км южнее Шалон-ан-Шампани, в 4 км к северо-востоку от Труа. Стоит на реке Барс.

## Население
Население коммуны на 2008 год составляло 4797 человек.
| 1962 | 1968 | 1975 | 1982 | 1990 | 1999 | 2008 |
| ---- | ---- | ---- | ---- | ---- | ---- | ---- |
| 1848 | 2128 | 3073 | 4915 | 4856 | 4936 | 4797 |

## Экономика
В 2007 году среди 2892 человек в трудоспособном возрасте (15—64 лет) 2003 были экономически активными, 889 — неактивными (показатель активности — 69,3 %, в 1999 году было 68,8 %). Из 2003 активных работали 1679 человек (903 мужчины и 776 женщин), безработных было 324 (148 мужчин и 176 женщин). Среди 889 неактивных 303 человека были учениками или студентами, 270 — пенсионерами, 316 были неактивными по другим причинам.

## Достопримечательности
- Церковь Успения Божьей Матери (XVI век). Памятник истории с 1895 года[3]